# Martin Amedick
Martin Amedick est un footballeur allemand, né le 6 septembre 1982 à Paderborn en Allemagne. Il évolue actuellement au SC Paderborn 07 comme stoppeur.

## Biographie
Martin Amedick signe son premier contrat professionnel avec le club d'Arminia Bielefeld en 2001 où il ne parvient pas à percer. À l'issue de son contrat, il part libre en troisième division pour rejoindre l'Eintracht Braunschweig où il joue régulièrement et participe à la montée du club en 2.Bundesliga. 
Au bout de ses deux ans de contrat, il signe au Borussia Dortmund ou malgré un but pour son premier match dans l'élite, il partage son temps de jeu entre l'équipe première en 1.Bundesliga et la réserve en troisième division.
Il joue ensuite au FC Kaiserslautern en 2.Bundesliga où il s'impose comme le patron de la défense et devient même capitaine de l'équipe l'année de la montée du club en 1.Bundesliga en 2009/2010.
En janvier 2012, il est transféré à l'Eintracht Francfort alors en 2.Bundesliga  et participe une nouvelle fois à une promotion dans l'élite en fin de saison en ayant toutefois joué que deux matches. En juillet 2012, Amedick est soumis à un traitement médical à la suite de l'apparition de symptômes d'épuisement. Après six mois de prise en charge, il reprend l'entraînement avec son club en janvier 2013 mais ne joue pas avec l'équipe première jusqu'à la fin de la saison.

## Carrière

### Clubs
| Saison      | Club                   | Pays              | Championnat        | Coupes nationales | Coupes d’Europe |
| ----------- | ---------------------- | ----------------- | ------------------ | ----------------- | --------------- |
| 2003 - 2004 | Arminia Bielefeld      | 2.Bundesliga      | 1 match            | -                 | -               |
| 2004 - 2005 | Eintracht Braunschweig | Regionalliga Nord | 35 matchs / 1 but  | 3 matchs          | -               |
| 2005 - 2006 | Eintracht Braunschweig | 2.Bundesliga      | 27 matchs / 1 but  | -                 | -               |
| 2006 - 2007 | Borussia Dortmund      | Bundesliga        | 18 matchs / 2 buts | 1 match           | -               |
| 2007 - 2008 | Borussia Dortmund      | Bundesliga        | 16 matchs          | 3 matchs          | -               |
| 2008 - 2009 | FC Kaiserslautern      | 2.Bundesliga      | 31 matchs / 4 buts | 1 match           | -               |
| 2009 - 2010 | FC Kaiserslautern      | 2.Bundesliga      | 34 matchs / 4 buts | 3 matchs          | -               |
| 2010 - 2011 | FC Kaiserslautern      | Bundesliga        | 26 matchs / 2 but  | 4 matchs          | -               |
| 2011 - 2012 | FC Kaiserslautern      | Bundesliga        | 14 matchs          | 2 matchs          | -               |
| 2011 - 2012 | Eintracht Francfort    | 2.Bundesliga      | 2 matchs           | -                 | -               |
| 2012 - 2013 | Eintracht Francfort    | Bundesliga        | -                  | -                 | -               |
| 2013 - 2014 | SC Paderborn 07        | 2.Bundesliga      | -                  | -                 | -               |

## Palmarès
- Eintracht Braunschweig
  - Vainqueur de la Regionalliga Nord en 2005.
- FC Kaiserslautern
  - Vainqueur de la Bundesliga II en 2010.